# Kubatbek Boronov
Kubatbek Aiylchievich Boronov (en kirguís: Кубатбек Айылчиевич Боронов; Distrito de Uzgen, 15 de diciembre de 1964) es un político kirguiso que sirvió como primer ministro de Kirguistán desde el 17 de junio hasta el 6 de octubre de 2020. Probablemente debido a la presión de las protestas en Kirguistán de 2020, Boronov renunció a su puesto de primer ministro.
Antes de ser nombrado primer ministro, Boronov había servido como Primer Viceprimerministro desde abril de 2018. También se desempeñó como Ministro de Situaciones de Emergencia de 2011 a 2018.